# Eliakerk (Podujevë)
De Kerk van de profeet Elia (Servisch: Црква светог Илије), ook wel Kerk van de Apostel Andreas genoemd, is een Servisch-orthodox kerkgebouw op een kleine heuvel nabij de Kosovaarse stad Podujevë (Servisch: Подујево, Podujevo).  De kerk is gewijd aan de profeet Elia en de apostel Andreas.  Bij de kerk ligt een orthodoxe begraafplaats. De kerk werd in 1929 gebouwd en valt onder het diocees van Raška en Prizren. De kerk werd herhaaldelijk vernield.

## Geschiedenis

### 1941
In de Tweede Wereldoorlog werd de kerk beschoten en de koepel vernietigd. Na de val van het Impero Fascista werd de kerk gerestaureerd door de Servische bewoners van Podujevë. De wederopbouw werd uiteindelijk voltooid in 1971.

### 1999
In de zomer van 1999 werd er brand gesticht in de kerk na een goed georganiseerde aanval door criminele elementen tijdens de wisseling van de KFOR-patrouilles. Het prikkeldraad dat de kerk moest beschermen was doorgeknipt en de deur van de kerk was met geweld geopend.

### 2004
Op 18 mei 2004 werd de kerk vernietigd tijdens de gewelddadige rellen van tienduizenden Albanese Kosovaren jegens Servische Kosovaren. Volgens de Tsjechische KFOR-kapitein Jindrich Plescher werd de kerk aangevallen en geplunderd door een meute van 500 Albanezen. Tsjechische media bevestigden dat de KFOR-soldaten werden gedwongen het terrein van de kerk te verlaten, waarna de Albanezen in het midden van het kerkgebouw een groot vuur stichtten dat een grote brand veroorzaakte. De klokkentoren werd vernield en een deel van de muur opgeblazen. Plescher verklaarde eveneens dat uitzinnige mensen op het nabijgelegen Servische kerkhof de kisten van overledenen opgroeven en de stoffelijke resten uit de kisten gooiden over het terrein.
Tsjechische soldaten vonden en confisqueerden later de gestolen klok van de kerk bij een Albanese familie. Deze klok werd in 1932 geschonken door Alexander I van Joegoslavië aan de kerk in Podujevë, twee jaar voordat hij werd vermoord in Marseille. Albanese vertegenwoordigers van de gemeente Podujevë wendden zich daarop tot de Tsjechen en eisten tot drie keer toe de teruggave van de klok, bewerende dat de klok toebehoorde aan de gemeentelijke autoriteiten. Het Tsjechische KFOR-bataljon diende de Albanezen echter van repliek door te antwoorden dat de klok eigendom was van de Servisch-orthodoxe Kerk. De klok werd later door Tsjechische en Slowaakse soldaten afgegeven aan het klooster Gračanica.
Onder leiding van de Raad van Europa werd de kerk na de verwoesting weer gedeeltelijk gerestaureerd. In 2006 vonden nieuwe vernielingen plaats.